# مارمون موتور
مارمون موتور (انگلیسی: Marmon Motor) شرکت خودروسازی آمریکایی بود، که در سال ۱۸۵۱ تأسیس شد.